# Mickey Mouse Adventures
Mickey Mouse Adventures era una pubblicazione a fumetti disney statunitense. Venne pubblicata da Disney Comics dal 1990 al 1991 e dalla Gemstone dal 2004 al 2006. Sotto la gestione Disney Comics, conteneva storie di Topolino ispirate alle avventure a strisce degli anni '30 realizzate da Floyd Gottfredson. Queste storie contenevano Topolino, la sua spalla Pippo, Pluto, Minni, Orazio Cavezza e Clarabella, e nemici come Macchia Nera, Pietro Gambadilegno, Spennacchiotto, e nuovi nemici come Wiley Wildbeest, Ms. Vixen, e Prince Penguin. La storia principale era realizzata da scrittori contemporanei come Michael T. Gilbert, Marv Wolfman, e altri. Le storie secondarie erano ristampe dai comic book americani. La testata durò 18 numeri dall'aprile 1990 al settembre 1991.
Dall'agosto 2004 all'ottobre 2006, Gemstone Publishing pubblicò una testata tascabile di nome Mickey Mouse Adventures, oltre a un'altra testata dallo stesso formato di nome Donald Duck Adventures. La testata bimestrale aveva 128 pagine e di solito conteneva tre o più storie con formato tre righe per pagina di produzione danese (Egmont) o italiana (Mondadori/Disney Italia). La maggior parte delle pagine erano occupate da storie Egmont, che grazie all'operato di Byron Erickson, giungevano alla Gemstone già tradotte in inglese, mentre quelle italiane (una a numero) si dovevano tradurre da zero. Le storie italiane pubblicate erano molto recenti ed erano state pubblicate su Topolino dal 1998 al 2004. Però in un caso Mickey Mouse Adventures ha pubblicato una storia italiana molto vecchia, il capolavoro Topolino e la dimensione delta (1959) di Romano Scarpa (MMA #11).
La numerazione di MMA versione Gemstone ripartì dal n. 1 ignorando i numeri della gestione Disney Comics. Uscirono 12 numeri di questa testata, mentre i numeri 13 e 14 vennero annullati. La testata fu infatti costretta alla chiusura per l'aumento del costo della carta.
Mickey Mouse Adventures fu l'unica testata della Disney Comics ad essere pubblicata dalla Gemstone ma non dalla Gladstone.